# Antistrophe
Antistrophe (altgriechisch ἀντιστροφή ‚Umdrehung‘, ‚Gegenwendung‘, auch Gegenstrophe) ist im griechischen Drama die bei Schreiten oder Tanz des Chores bzw. Halbchores in der Orchestra auf den ersten, Strophe genannten Teil folgende Umkehrung der Bewegungsrichtung, dann der dieser Kehrtwendung entsprechende Teil des Gesangs. Strophe und Antistrophe sind vom metrischen Schema her gleich gebaut, der darauf folgende dritte, Epode genannte Teil ist metrisch meist abweichend. Auch der zweite Teil der in gleicher Weise dreigegliederten pindarischen Ode heißt Antistrophe.
In der Rhetorik ist Antistrophe eine heute nicht mehr gebräuchliche Bezeichnung für Epiphora, insbesondere wenn bei der Wiederholung der Wortfolge die Reihenfolge umgedreht wird (Beispiel: „König der Bäcker und Bäcker des Königs“).